# Rudy Goossen
Rudy H. Goossen (10 november 1933) is een Surinaams voormalig politicus.
In Nederland studeerde hij aan de Technische Hogeschool Delft en in 1963 keerde Goossen als mijningenieur terug naar Suriname waar hij enkele jaren gewerkt heeft bij de Geologisch Mijnbouwkundige Dienst (GMD); eerst als veldgeoloog en ook nog korte tijd als waarnemend hoofd. Begin 1968 ging Goossen in Moengo werken bij het bauxietbedrijf Suralco waar hij later dat jaar promoveerde tot mine super-intendant. Na de verkiezingen van oktober 1969 kwam de Progressieve Nationale Partij (PNP) samen met onder andere de VHP aan de macht en Goossen werd in november van dat jaar namens de PNP minister van Bouwwerken, Verkeer en Waterstaat terwijl zijn partijgenoot Jules Sedney premier werd. Als spoedig kreeg zijn ministerie weer de oude naam "Openbare Werken en Verkeer". Bij de verkiezingen van 1973 behaalde de PNP geen enkele zetel in de Staten van Suriname waarmee een einde kwam aan het ministerschap van Goossen.